# Xã Almer, Michigan
Xã Almer (tiếng Anh: Almer Township) là một xã thuộc quận Tuscola, tiểu bang Michigan, Hoa Kỳ. Năm 2010, dân số của xã này là 3.101 người.